# Де-Салаберрі
Де-Салаберрі (англ. De Salaberry) — сільський муніципалітет в Канаді, у провінції Манітоба.

## Населення
За даними перепису 2016 року, сільський муніципалітет нараховував 3580 жителів, показавши зростання на 3,8%, порівняно з 2011-м роком. Середня густина населення становила 5,3 осіб/км².
З офіційних мов обидвома одночасно володіли 1 520 жителів, тільки англійською — 1 955, тільки французькою — 30, а 25 — жодною з них. Усього 805 осіб вважали рідною мовою не одну з офіційних, з них 20 — українську.
Працездатне населення становило 74,4% усього населення, рівень безробіття — 3,6% (4,1% серед чоловіків та 3,6% серед жінок). 80,8% були найманими працівниками, 18,4% — самозайнятими.
Середній дохід на особу становив $39 642 (медіана $35 507), при цьому для чоловіків — $46 479, а для жінок $32 586 (медіани — $43 563 та $28 928 відповідно).
28,4% мешканців мали закінчену шкільну освіту, не мали закінченої шкільної освіти — 28,2%, 43,5% мали післяшкільну освіту, з яких 24,4% мали диплом бакалавра, або вищий.
| Статево-вікова структура населення | Статево-вікова структура населення | Статево-вікова структура населення | Статево-вікова структура населення | Статево-вікова структура населення |
| ---------------------------------- | ---------------------------------- | ---------------------------------- | ---------------------------------- | ---------------------------------- |
|                                    |                                    |                                    |                                    |                                    |
| Всього                             | Всього                             | 50,5%49,5%                         |                                    |                                    |
| 0 — 14 років                       | 0 — 14 років                       |                                    | 22,6%                              | 22,6%                              |
| 15 — 64 років                      | 15 — 64 років                      |                                    | 64,8%                              | 64,8%                              |
| 65 і більше                        | 65 і більше                        |                                    | 12,6%                              | 12,6%                              |
| 85 і більше                        | 85 і більше                        |                                    | 1,5%                               | 1,5%                               |
| Середній вік (років)               | Середній вік (років)               | 37,237,1                           | 37,2                               | 37,2                               |
| Медіана (років)                    | Медіана (років)                    | 36,435,7                           | 36,1                               | 36,1                               |
| — чоловіки — жінки                 |                                    |                                    |                                    |                                    |

| Походження мешканців:     | Походження мешканців:     | Походження мешканців: | Походження мешканців: | Походження мешканців: |
| ------------------------- | ------------------------- | --------------------- | --------------------- | --------------------- |
| Походження                |                           |                       | осіб                  | %                     |
| Корінні американці        | Корінні американці        |                       | 735                   | 24.02%                |
| Інше північноамериканське | Інше північноамериканське |                       | 1 365                 | 44.61%                |
| Європейське               | Європейське               |                       | 2 175                 | 71.08%                |
| британське                | британське                |                       | 675                   | 22.06%                |
| французьке                | французьке                |                       | 1 055                 | 34.48%                |
| українське                | українське                |                       | 345                   | 11.27%                |
| Латинськоамериканське     | Латинськоамериканське     |                       | 15                    | 0.49%                 |
| Африканське               | Африканське               |                       | 20                    | 0.65%                 |
| Азійське                  | Азійське                  |                       | 90                    | 2.94%                 |
| Океанійське               | Океанійське               |                       | 20                    | 0.65%                 |

| Зайнятість населення за галузями (за класифікацією NOC): | Зайнятість населення за галузями (за класифікацією NOC): | Зайнятість населення за галузями (за класифікацією NOC): | Зайнятість населення за галузями (за класифікацією NOC): | Зайнятість населення за галузями (за класифікацією NOC): |
| -------------------------------------------------------- | -------------------------------------------------------- | -------------------------------------------------------- | -------------------------------------------------------- | -------------------------------------------------------- |
|                                                          |                                                          |                                                          |                                                          |                                                          |
| Управління                                               | Управління                                               |                                                          | 11,9%                                                    | 11,9%                                                    |
| Бізнес, фінанси та адміністрування                       | Бізнес, фінанси та адміністрування                       |                                                          | 13,9%                                                    | 13,9%                                                    |
| Природничі та прикладні науки                            | Природничі та прикладні науки                            |                                                          | 3%                                                       | 3%                                                       |
| Охорона здоров'я                                         | Охорона здоров'я                                         |                                                          | 5,8%                                                     | 5,8%                                                     |
| Освіта, правозахист, муніципальні та урядові служби      | Освіта, правозахист, муніципальні та урядові служби      |                                                          | 11,6%                                                    | 11,6%                                                    |
| Мистецтво, культура, відпочинок та спорт                 | Мистецтво, культура, відпочинок та спорт                 |                                                          | 1,1%                                                     | 1,1%                                                     |
| Роздрібна торгівля та послуги                            | Роздрібна торгівля та послуги                            |                                                          | 15,8%                                                    | 15,8%                                                    |
| Гуртова торгівля, транспорт та обладнання                | Гуртова торгівля, транспорт та обладнання                |                                                          | 21,6%                                                    | 21,6%                                                    |
| Природні ресурси, сільське господарство                  | Природні ресурси, сільське господарство                  |                                                          | 8,6%                                                     | 8,6%                                                     |
| Виробництво                                              | Виробництво                                              |                                                          | 5,8%                                                     | 5,8%                                                     |

## Населені пункти
До складу сільського муніципалітету входить село Сен-П'єр-Жолі, а також хутори, інші малі населені пункти та розосереджені поселення.

## Клімат
Середня річна температура становить 2,8°C, середня максимальна – 23,9°C, а середня мінімальна – -24,1°C. Середня річна кількість опадів – 579 мм.
| Клімат поселення                              | Клімат поселення | Клімат поселення | Клімат поселення | Клімат поселення | Клімат поселення | Клімат поселення | Клімат поселення | Клімат поселення | Клімат поселення | Клімат поселення | Клімат поселення | Клімат поселення | Клімат поселення |
| Показник                                      | Січ.             | Лют.             | Бер.             | Квіт.            | Трав.            | Черв.            | Лип.             | Серп.            | Вер.             | Жовт.            | Лист.            | Груд.            |                  |
| Середній максимум, °C                         | −11,35           | −7,28            | 0,20             | 10,29            | 18,59            | 23,48            | 23,92            | 23,03            | 17,71            | 10,50            | 0,04             | −9,28            |                  |
| Середня температура, °C                       | −17,74           | −13,7            | −6,2             | 3,90             | 12,20            | 17,10            | 19,27            | 18,40            | 13,02            | 5,80             | −4,6             | −13,95           |                  |
| Середній мінімум, °C                          | −24,12           | −20,06           | −12,58           | −2,49            | 5,81             | 10,70            | 14,59            | 13,70            | 8,39             | 1,14             | −9,3             | −18,61           |                  |
| Норма опадів, мм                              | 21               | 14               | 22               | 27               | 80               | 101              | 89               | 77               | 53               | 45               | 27               | 23               |                  |
| Середньомісячна швидкість вітру, м/с          | 4.20             | 4.10             | 4.30             | 4.40             | 4.49             | 3.90             | 3.50             | 3.60             | 4.10             | 4.40             | 4.40             | 4.20             |                  |
| Середньомісячна сонячна радіація, кДж/м²·день | 4392             | 7724             | 12535            | 17111            | 19893            | 21063            | 21635            | 18406            | 12761            | 7623             | 4333             | 3244             |                  |
| --------------------------------------------- | ---------------- | ---------------- | ---------------- | ---------------- | ---------------- | ---------------- | ---------------- | ---------------- | ---------------- | ---------------- | ---------------- | ---------------- | ---------------- |
| Джерело:                                      |                  |                  |                  |                  |                  |                  |                  |                  |                  |                  |                  |                  |                  |